# Вален, Фартейн
У́лаф Фарте́йн Ва́лен (норв. Olav Fartein Valen; 25 августа 1887, Ставангер, Норвегия — 14 декабря 1952, Хёугесунн, Норвегия) — норвежский композитор и органист.

## Биография
В 1906—1908 годах учился в Осло у композитора-фольклориста Катаринуса Эллинга, а в 1909—1913 в Берлине — у Макса Бруха. В 1916 году вернулся в Норвегию. В 1920-х годах путешествовал по Риму и Парижу. В 1924 году вернулся в Осло. В 1927—1936 — директор музыкальной библиотеки при университете Осло. В 1935 году становится Государственным стипендиатом. Первые сочинения написаны под влиянием Иоганнеса Брамса и Макса Регера. Но уже в 1920-е годы перешёл к написанию атональной музыки; развивал также принципы додекафонии. Его творчество оказало влияние на некоторых скандинавских композиторов. Писал духовную музыку.

## Память
- Для изучения наследия композитора существуют: с 1949 года общество «Fartein Valen-Selskapet» в Осло и с 1952 года — «The Valen Society» в Лондоне.
- С 1999 года присуждаются Приз Фартейна Валена[норв.] (по чётным годам) и Стипендия Фартейна Валена (по нечётным годам).

## Сочинения
- симфония № 1 (1939) op. 30
- симфония № 2 (1944) op. 40
- симфония № 3 (1946) op. 41
- симфония № 4 (1949) op. 43
- симфония № 5 (1952, неоконченная) op. 45
- «Пастораль» (1930) op. 11
- «Сонет No 1 Микеланджело» (1932) op. 17
- «Эпиталама» (1933) op. 19
- «Кладбище у моря» / Cimetiere marin (по Полю Валери, 1934) ор. 20
- «Остров тишины» / La isla de las calmas (1934) op. 21
- струнный квартет № 1 (1929) ор. 10
- струнный квартет № 2 (1931) ор. 13
- концерт для скрипки с оркестром (1940) ор. 37
- фортепианное трио (1924) ор. 5
- «Легенда» для фортепиано (1907)